# Ellange
Ne doit pas être confondu avec Elange ou Hellange.
Ellange (luxembourgeois: Elleng, allemand: Ellingen) est une section de la commune luxembourgeoise de Mondorf-les-Bains située dans le canton de Remich.